# تشارلي براون (سياسي أمريكي)
تشارلي براون (بالإنجليزية: Charlie Brown)‏ هو سياسي أمريكي، ولد في 8 مارس 1938 في الولايات المتحدة. حزبياً، نشط في الحزب الديمقراطي. وقد انتخب عضو مجلس نواب إنديانا (1982 – ).